# Rivolta ebraica contro Gallo
La rivolta ebraica contro Gallo (351-352) fu una sollevazione degli Ebrei di Palestina contro il dominio dei Romani: il cesare d'Oriente dell'Impero romano Costanzo Gallo, cugino e cognato dell'imperatore Costanzo II, fece reprimere brutalmente tale rivolta dal proprio generale Ursicino.

## Oppressione degli Ebrei sotto Costanzo II
L'imperatore Costanzo II, come il padre Costantino I prima di lui, predilesse la religione cristiana, favorendola rispetto a tutte le altre, Ebraismo compreso; a differenza del padre, però, permise ai cristiani di mettere in atto delle persecuzioni contro i pagani e gli Ebrei. Il clero cristiano agì in maniera intollerante verso i non-cristiani, utilizzando come «braccio armato» gruppi di fanatici che attaccavano e distruggevano sinagoghe e templi.
Alla fine, gli Ebrei decisero di reagire: al proselitismo cristiano contrapposero il proselitismo ebraico e l'intolleranza verso gli apostati; nelle sinagoghe furono predicati infuocati sermoni contro gli Edomiti, indirizzati in realtà contro quei Romani che, dopo aver sottratto agli Ebrei la loro indipendenza politica, stavano reprimendo ora la loro religione. La strada imboccata non poteva portare che ad una insurrezione.

## Rivolta
Costanzo II, impegnato in Oriente in una campagna contro i Sasanidi, dovette tornare ad Occidente per contrastare l'usurpazione di Magnenzio, che aveva assassinato il fratello e collega di Costanzo, Costante I (350): decise allora di nominare il proprio cugino Gallo cesare d'Oriente, il 15 marzo 351 a Sirmio; Gallo giunse ad Antiochia, sua capitale, il 7 maggio.
Durante il periodo tra il passaggio di Costanzo II in Occidente e l'arrivo di Gallo in Oriente, oppure immediatamente dopo l'arrivo del Cesare ad Antiochia, avvenne una sollevazione degli Ebrei in Palestina.
La ribellione era guidata da Isacco di Diocesarea (anche detto Isacco di Seffori), il quale era coadiuvato da un certo Patrizio, anche noto col titolo messianico di Natrona, ed ebbe il suo epicentro nella città di Diocesarea (Seffori), iniziò con l'assalto notturno alla guarnigione romana, che venne distrutta, e che permise agli Ebrei di procurarsi le armi necessarie; in seguito uccisero gli abitanti di etnia diversa, come gli Elleni e i Samaritani.
Gallo inviò allora (351 o 352) il suo magister equitum Ursicino a sedare la rivolta nel sangue. Tiberiade e Diospoli, due delle città cadute in mano ai rivoltosi, furono semidistrutte, Diocesarea fu rasa al suolo; Ursicino ordinò pure che venissero uccise molte migliaia di rivoltosi, anche quelli tanto giovani da non essere un pericolo. Un midrash suggerisce che Patrizio sia stato ucciso in battaglia.
Alcune delle conseguenze di questa guerra furono l'occupazione della Galilea con una guarnigione permanente e l'indebolimento della cultura ebraica in Palestina dovuto alla distruzione dei centri di studio del Talmud.